# Marutani Takuya
Takuya Marutani (丸谷 拓也 (Hoàn-Cốc Tác-Dã) Marutani Takuya, sinh ngày 30 tháng 5 năm 1989 ở Nanbu, Tottori) là một cầu thủ bóng đá người Nhật Bản hiện tại thi đấu cho Oita Trinita.

## Thống kê sự nghiệp
Cập nhật đến ngày 23 tháng 2 năm 2018.
| Thành tích câu lạc bộ | Thành tích câu lạc bộ | Thành tích câu lạc bộ | Giải vô địch | Giải vô địch | Cúp                   | Cúp                   | Cúp Liên đoàn | Cúp Liên đoàn | Châu lục | Châu lục  | Khác1   | Khác1     | Tổng cộng | Tổng cộng |
| Mùa giải              | Câu lạc bộ            | Giải vô địch          | Số trận      | Bàn thắng    | Số trận               | Bàn thắng             | Số trận       | Bàn thắng     | Số trận  | Bàn thắng | Số trận | Bàn thắng | Số trận   | Bàn thắng |
| Nhật Bản              | Nhật Bản              | Nhật Bản              | Giải vô địch | Giải vô địch | Cúp Hoàng đế Nhật Bản | Cúp Hoàng đế Nhật Bản | Cúp Liên đoàn | Cúp Liên đoàn | AFC      | AFC       |         |           | Tổng cộng | Tổng cộng |
| --------------------- | --------------------- | --------------------- | ------------ | ------------ | --------------------- | --------------------- | ------------- | ------------- | -------- | --------- | ------- | --------- | --------- | --------- |
| 2008                  | Sanfrecce Hiroshima   | J2 League             | 0            | 0            | 0                     | 0                     | –             | –             | –        | –         | –       | –         | 0         | 0         |
| 2009                  | Sanfrecce Hiroshima   | J1 League             | 1            | 0            | 0                     | 0                     | 1             | 0             | –        | –         | –       | –         | 2         | 0         |
| 2010                  | Sanfrecce Hiroshima   | J1 League             | 16           | 0            | 0                     | 0                     | 4             | 0             | 2        | 0         | –       | –         | 22        | 0         |
| 2011                  | Sanfrecce Hiroshima   | J1 League             | 6            | 0            | 0                     | 0                     | 0             | 0             | –        | –         | –       | –         | 22        | 0         |
| 2012                  | Sanfrecce Hiroshima   | J1 League             | 0            | 0            | 0                     | 0                     | 1             | 0             | –        | –         | –       | –         | 1         | 0         |
| 2012                  | Oita Trinita          | J2 League             | 16           | 0            | 1                     | 2                     | –             | –             | –        | –         | –       | –         | 17        | 2         |
| 2013                  | Oita Trinita          | J1 League             | 16           | 1            | 0                     | 0                     | 3             | 4             | –        | –         | –       | –         | 19        | 5         |
| 2014                  | Sanfrecce Hiroshima   | J1 League             | 1            | 0            | 2                     | 0                     | 0             | 0             | 3        | 0         | –       | –         | 19        | 5         |
| 2015                  | Sanfrecce Hiroshima   | J1 League             | 7            | 0            | 4                     | 0                     | 4             | 0             | –        | –         | 2       | 0         | 19        | 5         |
| 2016                  | Sanfrecce Hiroshima   | J1 League             | 21           | 2            | 2                     | 0                     | 2             | 0             | 6        | 0         | 1       | 0         | 32        | 2         |
| 2017                  | Sanfrecce Hiroshima   | J1 League             | 6            | 0            | 1                     | 2                     | 7             | 0             | –        | –         | –       | –         | 14        | 2         |
| Tổng cộng sự nghiệp   | Tổng cộng sự nghiệp   | Tổng cộng sự nghiệp   | 90           | 3            | 10                    | 4                     | 22            | 4             | 11       | 0         | 3       | 0         | 136       | 11        |

1Bao gồm Siêu cúp Nhật Bản, J. League Championship và Giải bóng đá Cúp câu lạc bộ thế giới.